# Tabăra de refugiați Rafah
Tabăra de refugiați Rafah (în arabă مخيم رفح sau معسكر رفح) este una din cele opt tabere de refugiați palestinieni din Fâșia Gaza. Este situată în Guvernoratul Rafah, de-a lungul graniței dintre Egipt și Autoritatea Palestiniană. Tabăra a fost înființată în 1949 și face parte actualmente din orașul Rafah. În momentul înființării sale era cea mai mare tabără de refugiați din Fâșia Gaza; totuși, populația sa a scăzut în urma migrării înspre tabăra Tall as-Sultan, o extensie a taberei Rafah, construită pentru a absorbi refugiați din tabăra de refugiați Canada. 
Conform UNRWA, tabăra Rafah are o populație de 120.526 de locuitori. Această cifră, în contrast cu datele Biroului Central de Statistică Palestinian, include și refugiații cazați la Tall as-Sultan. Rezultatele recensământului din 2017 al Biroului Central de Statistică Palestinian indică 36.550 de locuitori în tabăra Rafah, dar refugiații din Tall as-Sultan nu sunt incluși. Rafah este a doua cea mai mare dintre taberele de refugiați din teritoriile palestiniene. În incinta ei există 31 de școli, din care 20 primare și 11 secundare, gestionate de UNRWA.